# Еди Маја
Еди Силва Маја (порт. Edi Silva Maia; Сетубал, 10. новембар 1987) је португалски атлетичар специјалиста за скок мотком. Члан је АК Спортинг из Лисабона. Најбољи је португалски скакач мотком свих времена, држи националне рекорде и на отвореном и дворани са истим резултатом 5,70 метара.

## Значајнији резултати
| Година                      | Такмичење                    | Место                        | Пласман                     | Резултат                    |
| Репрезентативац Португалије | Репрезентативац Португалије  | Репрезентативац Португалије  | Репрезентативац Португалије | Репрезентативац Португалије |
| --------------------------- | ---------------------------- | ---------------------------- | --------------------------- | --------------------------- |
| 2009                        | Европско првенство У-23      | Каунас, Литванија            | 15.                         | 5,20 м                      |
| 2010                        | Иберо-америчко првенство     | Сан Фернандо, Шпанија        | 3.                          | 5,30 м                      |
| 2010                        | Европско првенство           | Барселона, Шпанија           | 26                          | 5,10 м                      |
| 2011                        | Европско првенство у дворани | Париз, Француска             | 16                          | 5,20 м                      |
| 2011                        | Светско првенство            | Тегу, Јужна Кореја           | –                           | БП                          |
| 2012                        | Европско првенство           | Хелсинки, Финска             | 24                          | 5,20 м                      |
| 2012                        | Олимпијске игре              | Лондон, Уједињено Краљевство | 24.                         | 5,20 м                      |
| 2013                        | Европско првенство у дворани | Гетеборг, Шведска            | 22.                         | 5,20 м                      |
| 2013                        | Светско првенство            | Москва, Русија               | 24.                         | 5,40 м                      |
| 2014                        | Европско првенство           | Цирих, Швајцарска            | 8                           | 5,60 м                      |
| 2015                        | Европско првенство у дворани | Праг, Чешка                  | -                           | БП                          |